# فیتانویل-کوآ
فیتانویل-کوآ (به انگلیسی: Phytanoyl-CoA) با فرمول شیمیایی C41H74N7O17P3S یک ترکیب شیمیایی با شناسه پاب‌کم 24409 است. که جرم مولی آن ۱۰۶۲٫۰۵ گرم بر مول می‌باشد. 